# Wasserschwaden-Röhrichteule
Die Wasserschwaden-Röhrichteule (Phragmatiphila nexa) ist ein Schmetterling (Nachtfalter) aus der Familie der Eulenfalter (Noctuidae).

## Merkmale
Die Flügelspannweite der Falter beträgt 18 bis 30 Millimeter, wobei die Weibchen deutlich größer als die Männchen sind. Die kurzen Vorderflügel haben eine von hell rotbraun bis zu dunkel rotbraun variierende Färbung. Sehr auffällig und charakteristisch sind die weißlichen oder gelblichen Nierenmakel, die in Form eines breiten L erweitert sind. Im Gegensatz dazu sind die hellen Ringmakel sehr klein und punktförmig, manchmal fehlen sie ganz. Im Saumfeld sind dunkel hervortretende Adern erkennbar. Wellen- und Querlinien fehlen. Das Mittelfeld ist meist etwas intensiver gefärbt Die Hinterflügel sind graubraun. Auch hier heben sich die dunklen Adern vom Untergrund ab. Die schmutzigweiß gefärbte Raupe besitzt undeutliche, rötliche Nebenrückenlinien sowie jeweils schwärzliche Seitenstreifen, Punktwarzen und Stigmen.

## Synonyme
- Nonagria nexa

## Geographische Verbreitung und Lebensraum
Die Wasserschwaden-Röhrichteule kommt in Mitteleuropa verbreitet aber sehr lokal vor. Im Norden reicht das Vorkommen bis Dänemark, Südschweden und Südfinnland, im Westen bis Nord- und Mittelfrankreich, im Süden bis in die Schweiz, Norditalien, Österreich und Südungarn, im Osten bis Polen, in die Baltischen Staaten und den europäischen Teil der ehemaligen Sowjetunion sowie bis Westsibirien. Außerdem gibt es isolierte Vorkommen in Mittelitalien, Sardinien und Korsika.  Sie ist an feuchte Gegenden gebunden und bevorzugt Moorwiesen, Sumpfgebiete, Mooswälder und Ufergebiete mit Schilfbewuchs.

## Lebensweise
Die Art ist univoltin, das heißt, es wird nur eine Generation pro Jahr gebildet. Die Falter fliegen relativ spät im Jahr und zwar überwiegend von Mitte August bis Mitte September. Sie sind dämmerungs- und nachtaktiv. Am Abend fliegen sie schnell und niedrig zwischen den Pflanzen über feuchtes Gelände. Gelegentlich besuchen sie künstliche Lichtquellen, meiden aber Köder, da sie einen verkümmerten  Saugrüssel besitzen. Die Raupen ernähren sich bevorzugt von der Sumpf-Segge  (Carex acutiformis), von Wasser-Schwaden (Glyceria maxima), Schilfrohr (Phragmites australis) und anderen Sumpfgräsern, in deren Stängeln sie fressen und leben. Sie verpuppen sich meist zwischen Pflanzenteilen am Boden, gelegentlich auch in den Stängeln der Futterpflanzen, sofern der Boden sehr feucht ist oder unter Wasser steht. Ob die Überwinterung als Ei oder Jungraupe erfolgt muss noch geklärt werden, da es zu diesem Thema in der Literatur unterschiedliche Angaben gibt.

## Gefährdung
Die Wasserschwaden-Röhrichteule kommt in Deutschland in vielen Bundesländern vor, ist aber meist selten und wird auf der Roten Liste gefährdeter Arten in Kategorie 3 (gefährdet) eingestuft.